# Aphelandra marginata
Aphelandra marginata là một loài thực vật có hoa trong họ Ô rô. Loài này được Nees & E.Morren mô tả khoa học đầu tiên năm 1823.